# Sun Java Wireless Toolkit
Sun Java Wireless Toolkit és un conjunt d'eines per a desenvolupar aplicacions sense fils basades en la plataforma Java ME amb configuració CLDC i perfil Mobile Information Device Profile (MIDP). Aquest tipus d'aplicacions estan dissenyades per a telèfons mòbils, PDA i altres dispositius mòbils.
Dins del conjunt d'eines s'inclou un emulador de terminal mòbil, eines per a la millora i l'ajustament del rendiment, la documentació, i exemples per a desenvolupadors que vulguin desenvolupar aplicacions Java per a dispositius mòbils.
Aquest conjunt d'eines poden ser utilitzades independentment (standalone) o es poden integrar en entorns de desenvolupament com NetBeans o Eclipse.
Abans era conegut com a J2ME Wireless Toolkit.